# Nick Simper
Nick Simper, basist, född 3 november 1945 i Norwood Green, Middlesex, England.
Simper var basist i rockbandet Deep Purple åren 1968-1969 och släppte tre plattor med gruppen. Han uteslöts år 1970 och blev ersatt av Roger Glover. Han formade kort efter detta bandet Warhorse som släppte ett par hårdrocksskivor i början på 1970-talet. Enligt Simper själv uteslöts han på Blackmores förfrågan då Blackmore ansåg hans basteknik vara för "gammaldags", och inte lämplig för Purples nya stil.